# Semiramide (Rossini)
Semiramide è un melodramma tragico in due atti di Gioachino Rossini, su libretto di Gaetano Rossi, tratto dalla Sémiramis di Voltaire e dalla vita della regina Semiramide. Debuttò al Teatro la Fenice di Venezia il 3 febbraio 1823 con Isabella Colbran nel ruolo della protagonista. L'opera è l'ultima che Rossini compose espressamente per palcoscenici italiani.

## Cast della prima assoluta
| Ruolo           | Registro vocale       | Interprete 3 febbraio 1823, Venezia (direttore Antonio Cammerra) |
| --------------- | --------------------- | ---------------------------------------------------------------- |
| Semiramide      | soprano               | Isabella Colbran                                                 |
| Arsace          | contralto en travesti | Rosa Mariani                                                     |
| Assur           | basso                 | Filippo Galli                                                    |
| Idreno          | tenore                | John Sinclair                                                    |
| Azema           | mezzosoprano          | Matilde Spagna                                                   |
| Oroe            | basso                 | Luciano Mariani                                                  |
| Mitrane         | tenore                | Gaetano Rambaldi                                                 |
| L'ombra di Nino | basso                 | Natale Ciolli                                                    |

## Fortune dell'opera
Dopo un successo tiepido, l'opera divenne estremamente famosa e circolò lungamente, in tutti i palcoscenici italiani ed europei. Il ruolo del titolo divenne cavallo di battaglia di Giuditta Pasta, Giulia Grisi, Adelina Patti; le sorelle Marchisio, Carlotta e Barbara, rispettivamente nei ruoli di Semiramide e Arsace, contribuirono alla circolazione dell'opera nella seconda metà dell'Ottocento. L'opera inaugurò il nuovo Teatro dell'Opera di Roma il 27 novembre 1880; è tuttavia verso la fine del XIX Secolo che l'opera inizia a scomparire gradualmente dal repertorio. Prima della ripresa alla Scala nel 1962, le ultime rappresentazioni risalgono al 1904 a Lisbona e nel 1940 a Firenze.

L'opera tornò alla ribalta dopo la ripresa alla Scala nel 1962 diretta da Gabriele Santini con Joan Sutherland, Giulietta Simionato, Wladimiro Ganzarolli, Gianni Raimondi ed Antonio Zerbini. Per circa vent'anni, la Sutherland riprese l'opera in molte altre occasioni, a Boston, Chicago, Firenze, Melbourne, Roma e Sydney. La sua prima rappresentazione al Rossini Opera Festival avviene nel 1992, e vi ritorna nel 1994, nel 2003 e nel 2019. Pur non essendo entrata stabilmente nel repertorio, Semiramide vanta numerose e importanti rappresentazioni nei principali teatri mondiali.

Il ruolo del titolo fu in seguito interpretato in seguito da soprani celeberrimi come Montserrat Caballé, Katia Ricciarelli, Lella Cuberli, Mariella Devia, June Anderson, Edita Gruberová e Joyce DiDonato. Nel ruolo di Arsace si sono distinte Giulietta Simionato (accanto alla Sutherland alla Scala), Marilyn Horne, Martine Dupuy, Gloria Scalchi, Lucia Valentini Terrani, Bernadette Manca di Nissa  e Daniela Barcellona. Da ricordare, dopo Édouard de Reszke, l'Assur di Samuel Ramey, Simone Alaimo, Ildebrando D'Arcangelo e Michele Pertusi; l'Idreno di Chris Merritt, Rockwell Blake, Gregory Kunde e di Juan Diego Flórez.

## Trama
Antefatto
Quindici anni prima dell'inizio del dramma, Semiramide cospira con il principe Assur per uccidere il marito Nino. Dopo il regicidio, Ninia, figlio di Nino, viene sottratto da Oroe alle mire di Assur. Per proteggerlo, egli lo porta dal fratello Fradate.

### Atto I
Magnifico tempio eretto a Belo, festivamente adornato
Oroe, gran sacerdote, apprende dal Gran Nume che il regicidio sta per essere vendicato (Sì, gran nume). Successivamente entrano indiani e satrapi per apprendere la designazione del re (Belo si celebri, Belo si onori). Tra questi vi sono il principe indiano Idreno, e il nobile Assur; quest'ultimo è convinto di diventare re, e questo fa indignare Oroe, dato che sa che è coinvolto nel regicidio. Entrata Semiramide, ella si appresta a nominare il nome del re, ma il sacro fuoco si spegne. Oroe spiega che è un segno dello sdegno divino, e afferma che prima che il re sia incoronato, alcune colpe devono essere punite: Assur e Semiramide intendono, spaventati, e la regina si ritira. 
Nel frattempo, convocato dalla regina stessa ritorna alla madrepatria Arsace (Eccomi alfine in Babilonia); il giovane esulta, poiché spera di rivedere l'amata Azema. Oroe accoglie Arsace di buon grado, mentre Assur si irrita per il suo ritorno, dato che anch'egli ama Azema (duetto: Bella imago degli dei) e spera di strapparla all'odiato rivale. Dal canto suo, Azema stessa si rallegra per il ritorno di Arsace; ma di lei è innamorato anche Idreno (Ah, dov'è il cimento), che spera di poter ottenere da Semiramide il favore di sposarla.

Giardini pensili
La regina attende l'arrivo dell'amato (Bel raggio lusinghier). Il soldato Mitrane le reca il responso dell'Oracolo di Giove Libico: la pace arriverà con il ritorno di Arsace, e convolando a nuove nozze. Arriva Arsace, il quale giura eterna fedeltà alla sua regina, confidando nel suo appoggio per sposare Azema; ma la regina equivoca, convinta che Arsace aspiri a sposarla. (Alle più care immagini).

Luogo magnifico nella reggia con veduta di Babilonia
Il popolo è radunato nella reggia per attendere l'annuncio del nuovo re (Coro e marcia Ergi omai la fronte altera). Semiramide esorta tutti a giurare fedeltà ai suoi voti e al nuovo re, e annuncia che l'eletto sarà anche suo sposo: Arsace. Azema è sconvolta, Arsace confuso, Oroe sconvolto, Assur indignato; il satrapo ricorda a Semiramide i suoi favori, ma la regina lo minaccia. Idreno allora chiede la mano di Azema, e la regina gliela concede. Mentre Semiramide esorta Oroe a celebrare il rito, la terra trema, e si apre il sepolcro dell'imperatore. L'ombra di Nino appare, annunciando che Arsace regnerà solamente quando il suo assassinio sarà vendicato, con una vittima offerta sulla sua tomba; il giovane giura di obbedire al funesto compito. L'atto si conclude nell'unanime turbamento (Ah, sconvolta nell'ordine eterno).

### Atto II
Atrio
Assur è adirato con la Regina, dato che Semiramide ha violato i patti di quindici anni prima. Assur le ricorda la sua colpevolezza, ma Semiramide è rassicurata dai festeggiamenti nella reggia per Arsace, e confida nella sua protezione.(Se la vita ancor t'è cara)

Interno del santuario
Nel tempio, Oroe mostra ad Arsace la lettera che Nino morente aveva mandato a Fradate, e al giovane viene rivelata la sua identità: egli è Ninia, legittimo erede al trono. I sacerdoti lo esortano a compiere la giusta vendetta, sia su Assur che su Semiramide. Arsace vuole vendicare il padre, ma non se la sente di uccidere anche la madre (In sì barbara sciagura).

Appartamenti di Semiramide
Azema si rattrista per la sua sorte con Mitrane. Entra Idreno, che le giura che l'amerà per sempre (La speranza più soave), e i due si affrettano alle nozze al tempio.
Semiramide raggiunge Arsace, che continua a fuggirla, e le spiega il motivo del suo turbamento, mostrandole la lettera di Nino morente. Semiramide, sconvolta, esorta il figlio a vendicare il padre (Ebben...a te, ferisci). Arsace però la rassicura, dicendo che ucciderà solo Assur, e si allontana da lei.

Parte remota della reggia, attigua al mausoleo di Nino
Assur viene informato dai Satrapi di essere caduto in disgrazia presso la regina e tutto il popolo. Assur, in preda al delirio, rivede il fantasma di Nino; i Satrapi lo riscuotono, ed egli si dichiara pronto a sfidare la sua sorte. (Que' numi furenti).

Interno sotterraneo nel mausoleo di Nino
I magi discendono assieme ad Arsace, per uccidere il traditore (Un traditor, con empio ardir). Anche Assur si è nascosto nella tomba, per poterlo uccidere, e scende anche Semiramide, a pregare sulla tomba del marito. Nell'ombra, sentendo i reciproci lamenti, i tre sono indecisi sul da farsi, ed è solo l'ordine di Oroe che muove Arsace alla vendetta. Ma a morire ucciso da lui non è Assur, ma sua madre Semiramide, scambiata per Assur nell'oscurità. Oroe condanna a morte Assur, ma questi, trionfante, indica il corpo morto della regina; Arsace, sconvolto, fa per suicidarsi, ma Oroe lo ferma, e il popolo entra festante, proclamandolo imperatore.

## Organico orchestrale
La partitura di Rossini prevede l'utilizzo di:
- 2 flauti (anche ottavini), 2 oboi, 2 clarinetti, 2 fagotti
- 4 corni, 2 trombe, 3 tromboni
- timpani, grancassa, piatti, triangolo, tamburo, gong
- archi
- Banda musicale
  - ottavino, 3 clarinetti, 2 fagotti, controfagotto
  - 4 corni, 5 trombe, 2 tromboni, oficleide, 4 tube serpentone
  - grancassa, piatti, tamburo

## Numeri musicali
- Sinfonia

### Atto I
- 1 Introduzione Sì, gran Nume, t'intesi - Belo si celebri (Oroe, Coro, Idreno, Assur, Oroe, Azema, Mitrane, Semiramide)
- 2 Recitativo e Cavatina: Eccomi alfine in Babilonia - Ah! quel giorno ognor rammento (Arsace)
- 3 Duetto: Bella imago degli dei (Arsace, Assur)
- 4 Aria: Ah dov'è, dov'è il cimento (Idreno)
- 5 Coro di Donne e Cavatina: Serena i vaghi rai - Bel raggio lusinghiero (Semiramide)
- 6 Duettino: Serbami ognor sì fido (Semiramide, Arsace)
- 7 Finale I Ergi omai la fronte altera (Coro, Semiramide, Assur, Arsace, Idreno, Oroe, Azema, Mitrane, Ombra di Nino)

### Atto II
- 8 Duetto: Se la vita ancor t'è cara (Semiramide, Assur)
- 9 Coro, Scena e Aria: In questo augusto soggiorno arcano - Ebben, compiasi omai - In sì barbara sciagura (Arsace)
- 10 Aria con Coro: La speranza più soave (Idreno)
- 11 Duetto: Ebbene...a te... - Giorno d'orror (Semiramide, Arsace)
- 12 Scena, Coro e Aria: Il dì già cade - Ah la sorte ci tradì - Deh ti ferma... ti placa... perdona (Assur)
- 13 Finale II: Un traditor, con empio ardir (Coro, Arsace, Oroe, Assur, Semiramide)

## Brani celebri
- Sinfonia
- Ah, quel giorno ognor rammento, cavatina di Arsace
- Ah dov'è, dov'è il cimento?, cavatina di Idreno
- Bel raggio lusinghier, cavatina di Semiramide
- Serbami ognor sì fido, duetto tra Semiramide e Arsace
- In sì barbara sciagura, aria di Arsace
- Se la vita ancor ti è cara, duetto tra Assur e Semiramide
- La speranza più soave, aria di Idreno
- Deh ti ferma... ti placa... perdona, scena "della pazzia" di Assur
- L'usato ardir, terzetto finale tra Arsace, Assur e Semiramide

## Discografia
| Anno | Cast (Semiramide, Arsace, Assur, Idreno)                                              | Direttore         | Etichetta            |
| ---- | ------------------------------------------------------------------------------------- | ----------------- | -------------------- |
| 1962 | Joan Sutherland, Giulietta Simionato, Wladimiro Ganzarolli, Gianni Raimondi           | Gabriele Santini  | Arkadia              |
| 1966 | Joan Sutherland, Marilyn Horne, Joseph Roleau, John Serge                             | Richard Bonynge   | Decca                |
| 1992 | Cheryl Studer, Jennifer Larmore, Samuel Ramey, Frank Lopardo                          | Ion Marin         | Deutsche Grammophon  |
| 1992 | Iano Tamar, Gloria Scalchi, Michele Pertusi, Gregory Kunde                            | Alberto Zedda     | Fonit Cetra          |
| 1998 | Edita Gruberová, Bernadette Manca di Nissa, Ildebrando D'Arcangelo, Juan Diego Flórez | Marcello Panni    | Nightingale Classics |
| 2011 | Myrtò Papatanasiu, Ann Hallenberg, Josef Wagner, Robert McPherson                     | Alberto Zedda     | Dynamic              |
| 2012 | Alex Penda, Marianna Pizzolato, Lorenzo Regazzo, John Osborn                          | Antonino Fogliani | Naxos Records        |
| 2016 | Albina Shagimuratova, Daniela Barcellona, Mirco Palazzi, Barry Banks                  | Mark Elder        | Opera Rara           |

## Registrazioni video
| Anno | Cast (Semiramide, Arsace, Assur, Idreno)                          | Direttore     | Etichetta |
| ---- | ----------------------------------------------------------------- | ------------- | --------- |
| 1990 | June Anderson, Marilyn Horne, Samuel Ramey, Stanford Olsen        | James Conlon  | Arthaus   |
| 2011 | Myrtò Papatanasiu, Ann Hallenberg, Josef Wagner, Robert McPherson | Alberto Zedda | Dynamic   |